# Sieraków (gemeente)
De gemeente Sieraków is een stad- en landgemeente in het Poolse woiwodschap Groot-Polen, in powiat Międzychodzki.
De zetel van de gemeente is in Sieraków.
Op 30 juni 2004 telde de gemeente 8624 inwoners.

## Oppervlakte gegevens
In 2002 bedroeg de totale oppervlakte van gemeente Sieraków 203,31 km², waarvan:
- agrarisch gebied: 29%
- bossen: 59%

De gemeente beslaat 27,6% van de totale oppervlakte van de powiat.

## Demografie
Stand op 30 juni 2004:
| Omschrijving                   | Totaal | Totaal | Vrouwen | Vrouwen | Mannen | Mannen |
| ------------------------------ | ------ | ------ | ------- | ------- | ------ | ------ |
| eenheid                        | aantal | %      | aantal  | %       | aantal | %      |
| inwoners                       | 8624   | 100    | 4401    | 51      | 4223   | 49     |
| bevolkingsdichtheid (inw./km²) | 42,4   | 42,4   | 21,6    | 21,6    | 20,8   | 20,8   |

In 2002 bedroeg het gemiddelde inkomen per inwoner 1300,44 zł.

## Sołectwo
- Bucharzewo (wieś)
- Chalin (wieś)
- Góra (dorp)
  - Śrem (przysiółek)
- Grobia (dorp)
- Izdebno (dorp)
- Jabłonowo (dorp)
- Kaczlin (dorp)
- Kłosowice (dorp)
- Kobylarnia (dorp)
  - Chorzępowo (dorp)
- Lutom (dorp)
- Lutomek (dorp)
- Ławica (dorp)
- Marianowo (dorp)
  - Dębowiec (przysiółek)
- Przemyśl (dorp)
- Tuchola (dorp)

## Aangrenzende gemeenten
Chrzypsko Wielkie, Drawsko, Drezdenko, Kwilcz, Międzychód, Wronki